# ABS (escalada)

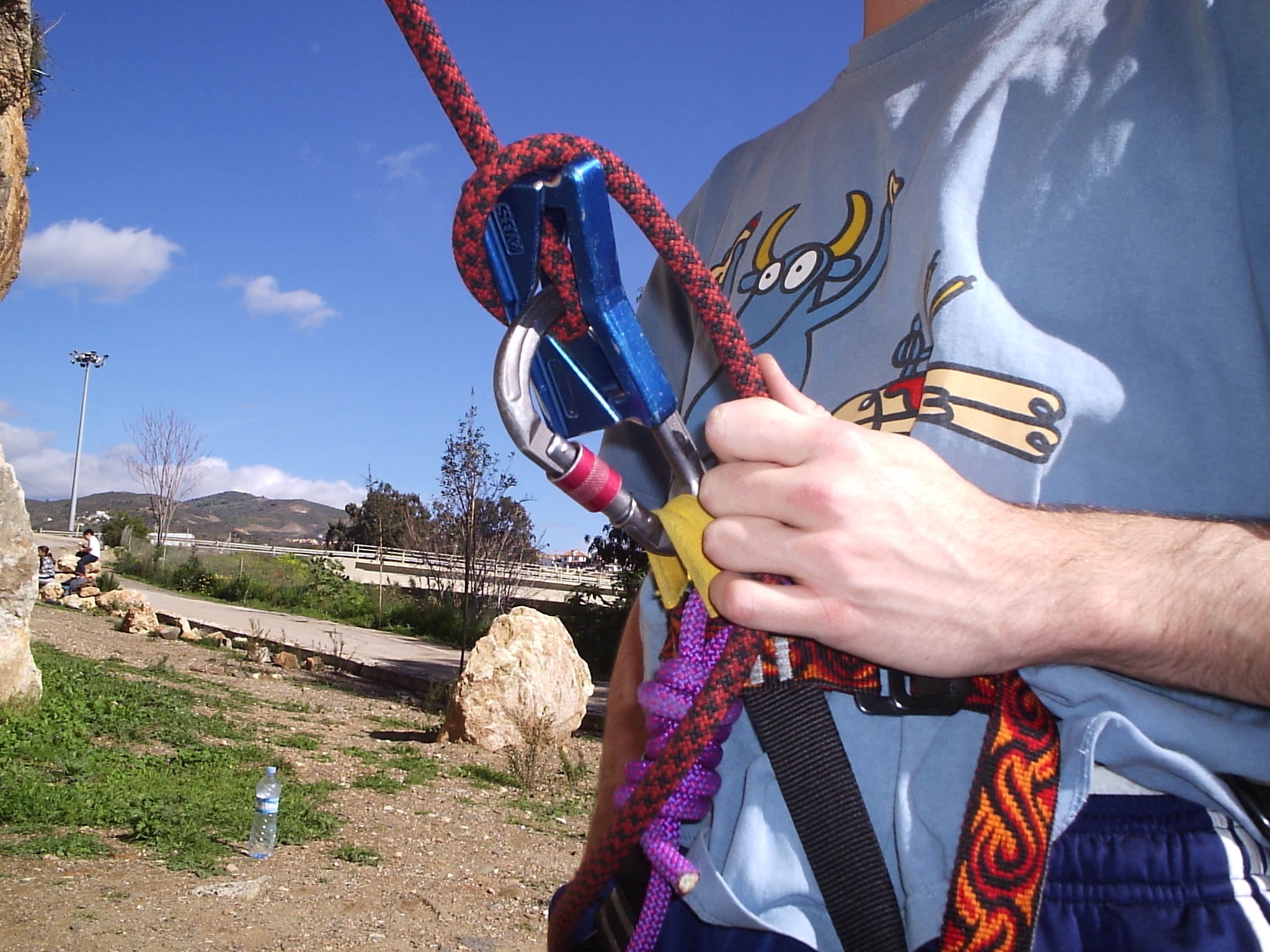
ABS Alp'Tech

El ABS es un freno para cuerda simple inventado en 1995 por los guías franceses Vicent Couttet y Huber Boissier y fabricado por Alp'Tech. Formado por una única pieza de una aleación de aluminio, se vale de un mosquetón para frenar la cuerda, pinzándola contra una ranura que el aparato dispone a tal efecto. Se trata de un freno a la vez automático (no requiere intervención del asegurador) y dinámico (frena la cuerda hasta detenerla). Trabaja con diámetros de 9 a 11 milímetros y con él se puede asegurar a un primero y a un segundo de cordada, descolgar al primero, rapelar y con ayuda de otro bloqueador y un estribo ascender por cuerda fija. Según el fabricante la fuerza de choque máxima es de doscientos cincuenta kilos y la cuerda que pasa por el freno con un factor de caída dos, un metro.
- Datos: Q5653503